# 茹贝尔综合征
茹贝尔综合征（英語：Joubert syndrome）是一种罕见的隐性遗传病，特点是脑磁共振成像出现臼齿征，显示小脑蚓部和脑干发育异常。临床表现包括肌张力低、发育迟缓，常伴有眼动异常、呼吸异常，部分患者还有眼、肾、肝、骨骼等其他异常。1969年由加拿大蒙特利尔的玛丽·茹贝尔（Marie Joubert）医生首先报告。

## 影像学特征
茹贝尔综合征的标志是脑磁共振成像轴面出现形似臼齿的臼齿征（英語：Molar Tooth Sign）。显示小脑蚓部发育不全或缺失，小脑上脚增厚且方向接近水平，常伴有脚间窝增深。

## 病因
目前已发现近40个致病基因，其中一个是X染色体隐性遗传，其余均为常染色体隐性遗传。较常见的致病基因有AHI1、CC2D2A、CEP290、CPLANE1、TMEM67，出现频率与族群相关。部分病例尚无法找到致病基因。致病基因变异影响了细胞初级纤毛的功能，从而导致一个或多个器官异常。
据估计，总发病率介于五万分之一与十万分之一之间。

## 临床表现
茹贝尔综合征的临床表现包括肌张力低、运动发育迟缓、共济失调，以及由此引起的言语障碍。多数患者幼年有眼动异常和呼吸控制异常，但一般随年龄增长而改善。常伴有认知障碍。
部分患者伴有神经系统以外的异常：约30%有视网膜萎缩，约25%有慢性肾脏病，约15%有多指或多趾，约14%有肝纤维化，等等。出现频率与具体致病基因相关。视网膜、肾、肝异常的发病时间从先天到成年不等。

## 治疗与预防
确诊后应接受全面检查和基因检测，并定期接受眼、肾、肝等相关检查。对运动、语言、认知障碍可进行康复训练。
患儿父母如再生育应进行遗传咨询和产前诊断。